# Nathan Baker
Nathan Luke Baker (* 23. April 1991 in Worcester) ist ein ehemaliger englischer Fußballspieler. Er wurde hauptsächlich als Innenverteidiger eingesetzt, konnte aber auch auf der Außenverteidigerposition agieren und stand zuletzt bei Bristol City unter Vertrag.

## Karriere

### Jugendzeit
Baker wurde bereits seit seinem 13. Lebensjahr in der Jugendakademie des Premier-League-Vertreters Aston Villa ausgebildet. Mit den Jugendabteilungen des Vereins konnte er bereits in dieser Zeit beachtliche Erfolge feiern. So besiegte die U-18-Mannschaft im Finale um die Premier Academy League der Saison 2007/08 Manchester City. In der gleichen Spielzeit trug er mit Einsätzen in der zweiten Mannschaft der Villans zum Gewinn der Division Süd der Premier Reserve League bei. Durch seine überdurchschnittlichen Leistungen stand er bereits im Jahre 2008 mehrfach im Kader der ersten Mannschaft.
Um Baker weiterhin Spielpraxis zu gewährleisten, wurde er zur Saison 2009/10 an den Viertligisten Lincoln City verliehen. Die Leihe war zunächst auf einen Monat befristet, jedoch konnte Baker die Klubführung überzeugen, sodass der Vertrag bis zum Saisonende verlängert wurde. Im November 2011 wurde Baker erneut verliehen, da der Zweitligist FC Millwall kurzfristig Ersatz für aufgetretene personelle Engpässe benötigte. Die Dauer des Leihgeschäfts war daher auf einen Monat beschränkt.

### Erste Einsätze für Aston Villa
Im Januar 2011 wurde Baker im Spiel gegen Wigan Athletic erstmals in der Premier League eingesetzt. Es folgten weitere Einsätze in Liga und Pokal. Im Juni 2011 wurde sein Vertrag, um ihn als Talent längerfristig an den Verein zu binden, um 3 Jahre verlängert. Dies wiederholte sich im Juni 2014. als er seinen Kontrakt um weitere drei Jahre verlängerte.

### Nationalmannschaft
In der Nationalmannschaft durchlief Baker bisher ab der U-19 alle Mannschaften. Sein internationales Debüt gab er mit der U-19 in einem Spiel gegen Deutschland. Später nahm er an der U-20-Weltmeisterschaft 2011 sowie an der Qualifikation zur U-21-Europameisterschaft 2013 teil.

## Ticketvorfall
Im Februar 2010 geriet Baker in das Licht der Öffentlichkeit, als bekannt wurde, dass er versuchte, seine fünf Eintrittskarten für das Finale des League Cups gegen Manchester United im Wembley-Stadion für je 200 £ über das soziale Netzwerk Facebook zu verkaufen. Da dies gegen die Statuten des Vereins verstieß, entzog man ihm die Karten, woraufhin sich Baker für seinen Versuch entschuldigte.